# Rupert Brooke
Rupert Chawner Brooke (mellannamnet ibland angett som "Chaucer"), född 3 augusti 1887 i Rugby i Warwickshire, död 23 april 1915 utanför Skyros i Grekland, var en brittisk författare. 

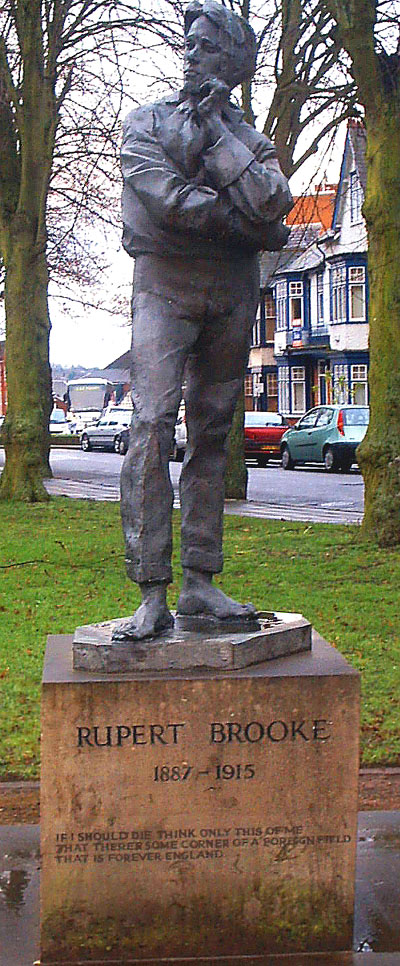
Staty av Rupert Brooke i Rugby.

## Biografi
Brooke var mellanbarn i en skara av tre bröder och fick sin utbildning vid två lokala skolor, Hillbrow School och Rugby School. Under resor i Europa förberedde han sedan en avhandling, John Webster and the Elisabethan Drama, som gav honom ett stipendium vid King's College, Cambridge, där han blev medlem av Cambridge Apostles, bidrog till att grunda Marlowe Society Drama Club samt medverkade i spel som t.ex. Cambridge Greek Play.
Brooke fick vänner bland författarna i Bloomsbury-gruppen, av vilka några beundrade hans talang medan andra var mer imponerade av hans utseende. Han tillhörde dock en annan litterär grupp känd som Georgian Poets och var en av de mest betydande av Dymock Poets hemmahörande i byn Dymock i Gloucestershire där han tillbringade en tid före första världskriget.
Brookes poesi fick många entusiaster och anhängare, och han togs upp av Edward Marsh som presenterade honom för Winston Churchill och därefter First Lord of the Amirality. Han rekryterades till Royal Naval Volunteer Reserve som tillfällig underlöjtnant strax efter sin 27:e födelsedag och deltog i Royal Naval Division Antwerpenexpedition i oktober 1914. Han seglade då med den brittiska medelhavskåren den 28 februari 1915, men drabbades av blodförgiftning från ett infekterad myggbett. Han dog den 23 april 1915 på ett franskt sjukhusfartyg utanför ön Skyros i Egeiska havet på väg till landstigningen på Gallipoli. Eftersom expeditionsstyrkan hade order att avgå omedelbart, begravdes han i en olivlund på ön Skyros i Grekland.
Brook blev mest känd för sina krigssonetter (till exempel dikten The Soldier) där han förhärligar det ärofyllda i att dö för sitt fosterland.